# Morne Diablotins
Morne Diablotins este cel mai înalt munte din Dominica, o națiune insulară din Antilele Mici din Caraibe. Este al doilea cel mai înalt munte din Antilele Mici, după La Grande Soufrière din Guadelupa. Morne Diablotins este situat în interiorul nordic al insulei, la aproximativ 9 kilometri nord de capitala Roseau și la aproximativ 6 kilometri sud-est de Portsmouth, al doilea oraș ca mărime al insulei. Este situat în parcul național Morne Diablotin.
Muntele este vulcanic, și ultima dată a erupt acum aproximativ 30.000 de ani. Nu există erupții istorice cunoscute. Sursa râului Toulaman se află în zona montană.
Morne Diablotins își împărtășește numele cu termenul local pentru pasărea rară petrelul cu cap negru (Pterodroma hasitata).